# Trapiszte
Trapiszte (bułg. Трапище) – wieś w Bułgarii, w obwodzie Razgrad, w gminie Łoznica. W 2023 roku liczyła 572 mieszkańców.